# غاري جونسون (لاعب كرة قدم)
غاري جونسون (بالإنجليزية: Gary Johnson)‏ (و. 1955  م) هو لاعب ومدرب كرة قدم، من المملكة المتحدة، ولد في هامرسميث، يلعب كلاعب وسط.

## روابط خارجية
- غاري جونسون على موقع قاعدة بيانات كرة القدم.إي يو (الإنجليزية)
- غاري جونسون على موقع Soccerbase.com (مدرب) (الإنجليزية)
- غاري جونسون على موقع عالم كرة القدم.نت (الإنجليزية)